# 米高·保羅·陳
米高·保羅·陳（英語：Michael Paul Chan，1950年6月26日—），加州三藩市華裔，是一名電視和電影演員。

## 主要電影作品
- 《喜福會》